# Tony Sirico
 (août 2016).
Si vous disposez d'ouvrages ou d'articles de référence ou si vous connaissez des sites web de qualité traitant du thème abordé ici, merci de compléter l'article en donnant les références utiles à sa vérifiabilité et en les liant à la section « Notes et références ».
Gennaro Anthony Sirico Jr., dit Tony Sirico, né le 29 juillet 1942 à New York (État de New York) et mort le 8 juillet 2022 à Fort Lauderdale (Floride), est un acteur américain, principalement connu pour son interprétation du rôle de Paulie Gualtieri dans la série Les Soprano de David Chase.

## Biographie

### Carrière criminelle
Tony Sirico fit vraiment partie du milieu mafieux dans les années 1970 et fut arrêté 28 fois. Il était un associé de la famille Colombo et servait sous les ordres de Carmine Persico. En 1967, il est condamné à 13 mois de prison pour un vol à main armée dans une discothèque. En 1971, il plaide coupable pour possession d'armes prohibées et il est aussi condamné pour possession de stupéfiant. Il est condamné à 4 ans de prison. Il est relâché après 20 mois d'incarcération.

### Carrière cinématographique
Tony Sirico fit essentiellement des rôles secondaires de gangsters et deux fois des rôles de policiers dans Coups de feu sur Broadway et dans Harry dans tous ses états. Mais sa carrière ne décolla vraiment qu'en 1999, avec le rôle de Paulie Gualtieri dans la série Les Soprano. Il tient le rôle d'un caporegime dans la famille de Tony Soprano.

### Vie personnelle et orientation politique
Tony Sirico vit seul à Brooklyn depuis la disparition de sa mère en 2003. Il est un fervent soutien des Républicains et il est plutôt orienté à la droite du parti. Il a effectué une donation de 1 200 $ à Rudolph Giuliani durant sa campagne pour les présidentielles.[réf. nécessaire]

## Filmographie

### Cinéma

#### Années 1970
- 1974 : Le Parrain II (The Godfather: Part II), de Francis Ford Coppola : Un extra (non confirmé)
- 1978 : Hughes and Harlow: Angels in Hell, de Larry Buchanan : Frankie Rio
- 1978 : Mélodie pour un tueur (Fingers), de James Toback : Riccamonza
- 1978: The One Man Jury, de Charles Martin : Charlie Nuts
- 1979 : Gangsters, de Mac Ahlberg : Gus' Driver

#### Années 1980
- 1980 : Les Massacreurs de Brooklyn (Defiance), de John Flynn : Davey
- 1981 : Les Fesses à l'air (So Fine), d'Andrew Bergman : Associate of Mr. Eddie
- 1982 : Les Armes du pouvoir (Love & Money), de James Toback : Raoul
- 1983 : Surexposé, de James Toback : Record Store Thief
- 1983 : The Last Fight, de Fred Williamson : Frankie
- 1987 : The Galucci Brothers, de Murray Magder : Galucci Brother
- 1987 : The Pick-up Artist, de James Toback : Patsy Cabaluso
- 1987 : Hello Again, de Frank Perry : Tough Guy
- 1989 : Crack - putain de drogue (White Hot), de Robby Benson : Luke
- 1989 : Cookie, de Susan Seidelman : Carmine's Wiseguy

#### Années 1990
- 1990 : Une trop belle cible (Catchfire), de Dennis Hopper : Greek
- 1990 : Les Affranchis (Goodfellas), de Martin Scorsese : Tony Stack, un mafieux
- 1991 : 29th Street, de George Gallo : Chink Fortunado
- 1992 : Love and Money : Raoul
- 1992 : Innocent Blood, de John Landis : Jacko
- 1993 : Il était une fois le Bronx (A Bronx Tale), de Robert De Niro : un mafieux
- 1994 : Coups de feu sur Broadway, de Woody Allen : un policier
- 1995 : Maudite Aphrodite, de Woody Allen
- 1995 : Génération sacrifiée (Dead Presidents), de Albert et Allen Hughes
- 1997 : Cop Land, de James Mangold
- 1997 : Harry dans tous ses états, de Woody Allen : un policier
- 1998 : Rose Mafia (Mob Queen) de Jon Carnoy : Joey (The Heart) Aorta
- 1999 : Mickey les yeux bleus (Mickey Blue Eyes), de Kelly Makin : un mafieux

#### Années 2000
- 2000 : Fou d'elle (It Had To Be You), de Steven Feder : Ricky Valentino
- 2001 : Smokin' Stogies, de Vincent Di Rosa : Tony Batts
- 2002 : Turn of Faith, de Charles Jarrott : Jimmy
- 2008 : The Sno Cone Stand Inc, de Travis Knapp : Bob Beasley
- 2009 : Karma Calling, de Sarba Das : G
- 2010 : Skate, court-métrage de Diane Crespo : Skate
- 2016 : Café Society de Woody Allen :  Vito
- 2017 : Wonder Wheel de Woody Allen : Angelo

### Télévision
- 1996 : Gotti (TV), de Robert Harmon : Joe D'miglia
- 1999-2007 : Les Soprano (série télévisée) : Paulie Gualtieri
- 2010 :  Chuck : (VF : Hervé Jolly) : Matty épisode 8, saison 3
- 2012 : Jersey Shore Shark Attack : Capitaine Salie
- 2013 : Lilyhammer : Tony Tagliano, le frère prêtre de Frank Tagliano/Giovanni « Johnny » Henriksen, épisode 8, saison 3